# 指導物語
『指導物語』（しどうものがたり）は、1941年（昭和16年）10月4日に公開された日本映画。監督：熊谷久虎、主演：丸山定夫・藤田進・原節子。配給：東宝映画。同年（第18回）キネマ旬報ベスト・テン第10位。

## 概要
省線の老機関士と帝国陸軍鉄道連隊の若い機関特業兵との蒸気機関車の運転の指導を通じた心の交流、また機関特業兵らが機関士として人間として成長していく姿を描く。
日中戦争勃発から数年経つ戦時下当時の製作かつ太平洋戦争開戦直前の公開であり、間接的に戦意高揚を担っている側面も多分にあるものの、基本はタイトル通りあくまでも指導を通しての鉄道員と軍人との交流を描いた作品であり、劇中の描写やキネマ旬報の評価などから単なるプロパガンダ映画ではない。
本作の第3の主人公として「出演」しているのが、C58形蒸気機関車である。これには鉄道省が全面協力しているため、描写や撮影は大変凝ったものであり、元国鉄職員の鉄道研究家・久保田博は自らの著作の中で「この作品以上に蒸気機関車を良く撮られた映画はない」と評価しているほか、「この映画の主人公は（瀬木や佐川ではなく）C58である」とも述べている。
ロケーション撮影は千葉県の各地で行われており、主な舞台は佐倉駅周辺である。映画冒頭で2台の機関車が併走するシーンは佐倉駅の先の総武本線と成田線の分岐であり、機関区は横の本線上を電車が走っていることから千葉機関区で、佐川が指導を受けるために電車に乗るシーンがあることから所属部隊は津田沼の鉄道第2連隊である。なお、ラストシーンで佐川ら将兵が出征する列車はその佐倉駅から発車しているが、次のシーンで瀬木らが発車直後の列車を見送るシーンでは線路に架線が張られている。当時の電化区間は千葉駅までだったので矛盾するが、これは撮影上の都合や軍機機密保持（部隊の所在地を秘匿）のためと考えられる。
ソフト化はキネマ倶楽部からVHSが発売されたのみで、現在までDVDの発売はない。

## 登場する蒸気機関車
- C58 217
- C58 218
  - これらのうち、C58 217は2010年（平成23年）現在も、本作ゆかりの路線の一つである総武本線沿線の千葉県旭市にある「中央児童公園（西の宮公園）」に静態保存されている。

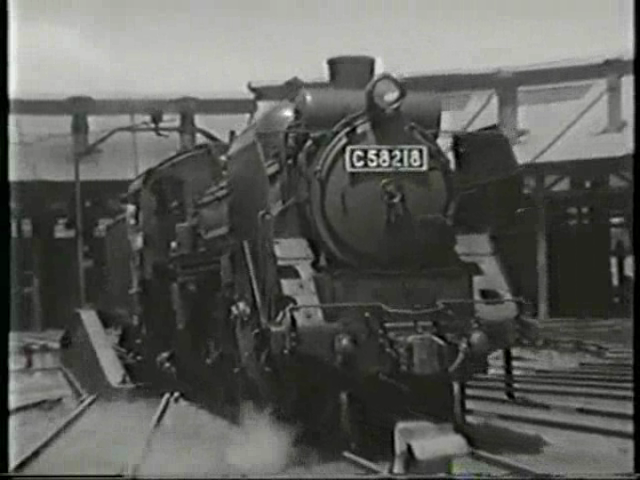
作品中に登場するC58 218
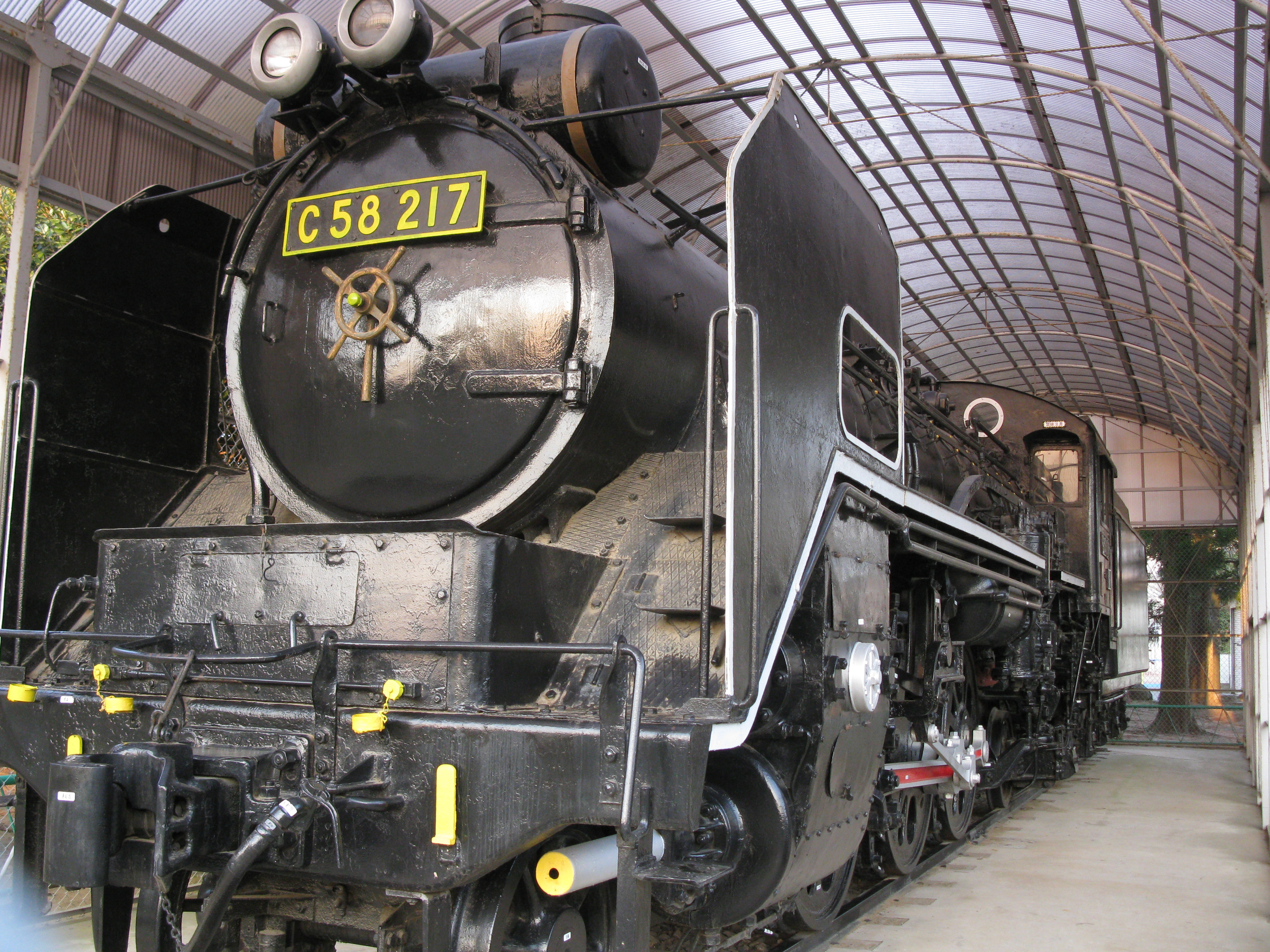
千葉県旭市にて静態保存されているC58 217（2011年3月29日撮影）

## スタッフ
- 原作：上田広
- 脚色（脚本）：澤村勉
- 製作：森田信義
- 撮影：宮島義勇
- 製作主任：佐伯清
- 歌：牧嗣人
- 後援：鉄道省[3]・陸軍省報道部
- 検閲：鉄道省・陸軍省

## キャスト
- 老機関士 瀬木 - 丸山定夫
- その長女 邦子 - 原節子
- 次女 咲子 - 若原春江
- 三女 好子 - 三谷幸子
- 機関員の兵士 佐川新太郎 - 藤田進
- 機関員の兵士 草野淳 - 中村彰
- 機関助士 北原 - 北沢彪
- 機関士 田町 - 藤輪欣司
- 機関助士 志村 - 津田光男
- 老炭水夫 - 横山運平
- 指導員 - 小杉義男
- 初年兵教官 - 沼崎勲
- 班長 - 柳谷寛
- 佐川の母 - 馬野都留子